# Irma Johansson
Irma Elina Johansson (* 3. April 1932 in Kalix) ist eine ehemalige schwedische Skilangläuferin.

## Werdegang
Johansson, die für den IFK Kalix und den Luleå SK startete, hatte ihren ersten internationalen Erfolg bei den Olympischen Winterspielen 1956 in Cortina d’Ampezzo. Dort holte sie die Bronzemedaille mit der Staffel und belegte den siebten Platz über 10 km. Bei den nordischen Skiweltmeisterschaften 1958 in Lahti kam sie auf den 18. Platz über 10 km. Mit der Staffel gewann sie die Bronzemedaille. Bei den Olympischen Winterspielen 1960 in Squaw Valley gewann sie die Goldmedaille mit der Staffel. Zudem errang sie den achten Platz über 10 km. Im selben Jahr wurde sie schwedischen Meisterin mit der Staffel von Luleå SK und belegte den dritten Platz bei den Svenska Skidspelen über 10 km.